# El Verdaguer (Balenyà)
El Verdaguer és una masia de Balenyà (Osona) inclosa a l'Inventari del Patrimoni Arquitectònic de Catalunya.

## Descripció
Gran edificació de molta austeritat. La portalada principal és dovellada i a la dovella central hi ha un escudet de 1557. Les finestres i les cantoneres de la casa són de pedra treballada. La teulada és a dues vessants amb aiguavés a la façana principal. Davant la casa hi ha un edifici destinat a quadres que comunica amb la casa mitjançant un passadís sota el qual hi ha un pou. Afegit a la peça principal hi ha un altre edifici d'alçada superior amb finestres de pedra treballada.

## Història
Es troba citada l'any 1626 en el Cens General, si bé la seva edificació es remunta a mitjans del segle xvi.